# 乙酸锌
乙酸锌，化学式Zn(CH3COO)2。

## 性质
二水合物为白色单斜具针状光泽的片状结晶，微有乙酸味。可溶于水和乙醇。加热至100 °C时失去两个结晶水。减压（19.997kPa）加热至200 °C时升华而不分解。低毒。

## 制备
由氧化锌与乙酸在加过氧化氢煮沸的条件（100 °C、79.99kPa）下进行反应，经静置、抽滤、结晶而得。

## 用途
用作制备醋酸乙烯酯时的催化剂、印染媒染剂、瓷器釉料、木材防腐剂、收敛剂、防腐消毒剂等。